# 존 줄리어스 노리치
2대 노리치 자작 존 줄리어스 쿠퍼(John Julius Cooper, 2nd Viscount Norwich, CVO; 1929년 9월 15일 - 2018년 6월 1일)는 존 줄리어스 노리치(John Julius Norwich)라는 이름으로 알려진 영국의 대중 역사가이자 여행 작가 겸 방송 유명 인사이다.

## 이력
노리치는 보수 정치인이자 외교관으로 훗날 노리치 자작이 되는 더프 쿠퍼와 유명한 미인이자 사교계의 일원이던 레이디 다이애나 매너즈의 아들이다. 아버지쪽을 통하여 노리치는 윌리엄 4세와 그의 정부 도로시어 조던의 피를 물려받았다.
노리치는 캐나다 토론토의 어퍼 캐나다 칼리지(2차대전을 피해 그곳에 머물렀었다)에 다니다 이튼 스쿨과 스트라스부르 대학에 진학했다. 노리치는 옥스퍼드 뉴 칼리지에서 프랑스어와 러시아어를 전공하기 전, 왕립 해군에 복무했었다.

## 활동
옥스퍼드 졸업 후 영국 외무부에 들어간 존 줄리어스 쿠퍼는 유고슬라비아와 레바논에서 근무했으며, 제네바 군축회의에서 영국 대표단 일원으로 참석하기도 했다. 1954년 아버지가 죽고 쿠퍼는 1952년 아버지 더프 쿠퍼가 수여받은 작위인 노리치 자작위를 상속받았다. 이 작위는 그에게 상원의원 자리에 앉을 권리를 주었으나, 1999년 상원 법령으로 이 권리는 사라지게 된다.
1964년 노리치 자작은 외교관 일을 그만 두고 작가가 된다. 그 뒤로 노르만족 점령기의 시칠리아 (1967,1970), 베네치아 (1977,1981), 비잔티움 (1988,1992,1995), 지중해 (2006), 교황 (2011) 및 다른 지역의 역사(아래 목록 참고)를 다룬 노리치의 서적들이 차례로 출간되었다. 또한 노리치는 세계의 위대한 건축물, 이탈리아 세계, 신(新) 영국 가이드 개관, 옥스퍼드 예술 삽화 사전, 더프 쿠퍼 일기 등의 저작의 편집인으로 일하기도 하였다. 노리치 자작은 터키의 역사와 문화에 관한 잡지인 <풍요의 뿔>Cornucopia에 자주 글을 기고하였다.
노리치 자작은 라디오와 텔레비전 쪽에서 광범위하게 일했는데, 그는 BBC 라디오 패널 게임 <나의 단어!>에서 4년간 (1978-82) 호스트를 맡기도 하고, 라운드 브리튼 퀴즈의 지역 참가자이기도 했다. 노리치 자작은 콘스탄티노플 함락, 나폴레옹의 백일천하, 코르테스와 몬테주마, 터키 유적지, 아시아 성문, 멕시코의 막시말리아노 황제, 아이티의 투생 루베르튀르, 몰타 기사단, 영국의 보물 창고, 줄루 전쟁에 참전한 황태자의 사망 등 30여 편 가까이 되는 텔레비전 다큐멘터리를 기록하거나 출연했다.
또한 노리치는 여러 자선 프로젝트에서 일하기도 했다. 노리치는 페럴 펀드의 베네치아 의장이었으며, 세계 유산 기금의 명예 의장이자, 국립 미술 장식 협회의 부회장이었다. 수년간 그는 네셔널 트러스트 집행 위원이었으며, 영국 국립 오페라단에서 일하기도 했다. 노리치 자작은 장애인들에게 직업 훈련을 제공하던 SHARE 커뮤니티의 홍보대사이기도 했다.

## 작품
한국어 번역본은 굵은 글씨로 표기함.
- Mount Athos (jointly with Reresby Sitwell), Hutchinson, 1966
- The Normans in the South, 1016–1130, Longman, 1967. Also published by Harper & Row with the title The Other Conquest
- Sahara, Longman, 1968
- The Kingdom in the Sun, Longman, 1970
- Great Architecture of the World, Littlehampton Book Services Ltd, 1975 ISBN 978-0855330675
- Venice: The Rise to Empire, Allen Lane, 1977 ISBN 0713907428
- Venice: The Greatness and Fall, Allen Lane, 1981 ISBN 0713914092
- A History of Venice, Knopf, 1982 / Penguin, 1983 ISBN 0-679-72197-5, single-volume combined edition
- Britain's Heritage (editor), HaperCollins, 1983 ISBN 978-0246118400
- The Italian World: History, Art and the Genius of a People (editor), Thames & Hudson, 1983, ISBN 978-0500250884
- Hashish (photographs by Suomi La Valle, historical profile by John Julius Norwich), Quartet Books, 1984, ISBN 0-7043-2450-4
- The Architecture of Southern England, Macmillan, 1985, ISBN 978-0-333-22037-5
- Fifty Years of Glyndebourne, Cape, 1985, ISBN 0-224-02310-1
- A Taste for Travel, Macmillan, 1985, ISBN 0-333-38434-2
- Byzantium: The Early Centuries, Viking, 1988, ISBN 0-670-80251-4
  - <비잔티움 연대기. 1: 창건과 혼란>, 바다출판사
- Venice: a Traveller's Companion (an anthology compiled by Lord Norwich), Constable, 1990, ISBN 0-09-467550-3
- Oxford Illustrated Encyclopaedia of Art (editor) Oxford, 1990
- The Normans in the South and The Kingdom in the Sun, on Norman Sicily, later republished as The Normans in Sicily, Penguin, 1992 (The Normans in the south, 1016–1130; originally published:- Harlow:Longman,1967—The kingdom in the sun, 1130–1194; originally published:- Harlow:Longman, 1970) ISBN 0-14-015212-1
- Byzantium; v. 2: The Apogee, Alfred A. Knopf, 1992, ISBN 0-394-53779-3
  - <비잔티움 연대기. 2: 번영과 절정>, 바다출판사
- Byzantium; v. 3: The Decline and Fall, Viking, 1995, ISBN 0-670-82377-5
  - <비잔티움 연대기. 3: 쇠퇴와 멸망>, 바다출판사
- A Short History of Byzantium, Alfred A. Knopf, 1997, ISBN 0-679-45088-2
  - <종횡무진 동로마사>, 그린비
- The Twelve Days of Christmas (illustrated by Quentin Blake), Doubleday, 1998 (spoof of the old favourite carol, "The Twelve Days of Christmas"), ISBN 0-385-41028-X
- Shakespeare's Kings: the Great Plays and the History of England in the Middle Ages: 1337–1485, New York : Scribner, 2000, ISBN 0-684-81434-X
- Treasures of Britain (editor), Everyman Publishers, 2002, ISBN 978-0749532567
- Paradise of Cities, Venice and its Nineteenth-century Visitors, Viking/Penguin, 2003, ISBN 0-670-89401-X
- The Duff Cooper Diaries (editor), Weidenfeld & Nicolson, 2006, ISBN 978-0753821053
- The Middle Sea: A History of the Mediterranean, Doubleday, 2006, ISBN 0-385-51023-3
  - <지중해 5000년의 문명사>, 뿌리와이파이
- Trying to Please (autobiography), Wimborne Minster, Dovecote Press, 2008, ISBN 978-1-904349-58-7
- Christmas Crackers (anecdotes, trivia and witticisms collected from history and literature)
- More Christmas Crackers
- The Big Bang: Christmas Crackers , 2000–2009, Dovecote Press, 2010, ISBN 978-1-904349-84-6
- The Great Cities in History (editor), Thames and Hudson, 2009, ISBN 978-0-500-25154-6
  - <위대한 역사도시 70>, 역사의아침
- Absolute Monarchs: A History of the Papacy, Chatto & Windus, 2011, ISBN 978-0-7011-8290-8 (US title for The Popes: A History)
- The Popes: A History, 2011, ISBN 978-0099565871 (UK title for Absolute Monarchs: A History of the Papacy)
- A History of England in 100 Places: From Stonehenge to the Gherkin, John Murray, 2012, ISBN 978-1848546097
- Darling Monster: The Letters of Lady Diana Cooper to Her Son John Julius Norwich (editor), Chatto & Windus, 2013, ISBN 978-0701187798
- Cities That Shaped the Ancient World (editor), Thames and Hudson Ltd, 2014, ISBN 978-0500252048
- Sicily: An Island at the Crossroads of History, Random House, 2015, ISBN 978-0812995176
- Four Princes: Henry VIII, Francis I, Charles V, Suleiman the Magnificent and the Obsessions that Forged Modern Europe, John Murray, 2016, ISBN 978-1-47363-295-0
- France: A History: from Gaul to de Gaulle, John Murray, 2018, ISBN 978-1473663831